# José María Avrial y Flores

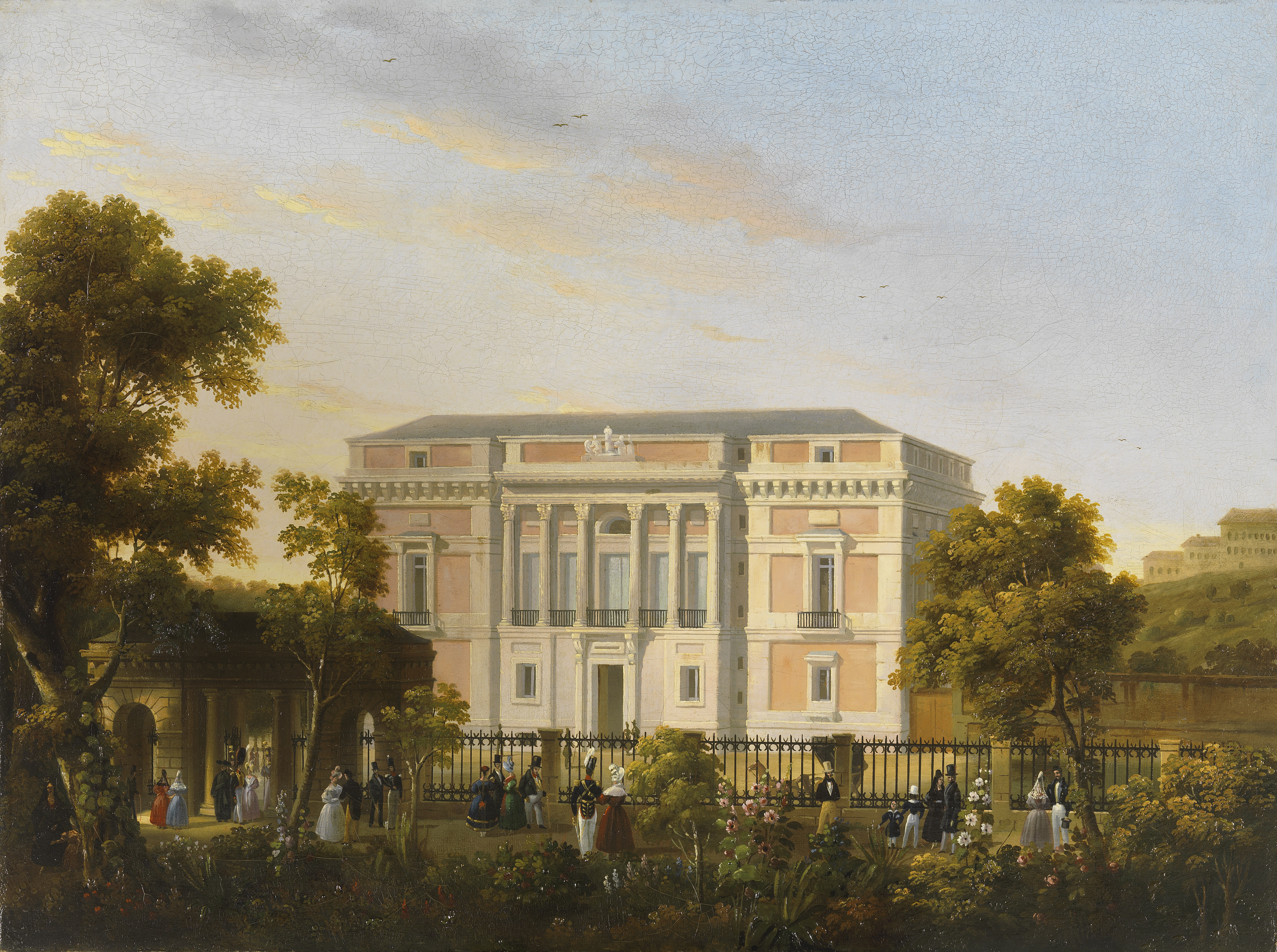
Vista de la façana sud del Museu del Prado des de l'interior del Jardí Botànic de José María Avrial

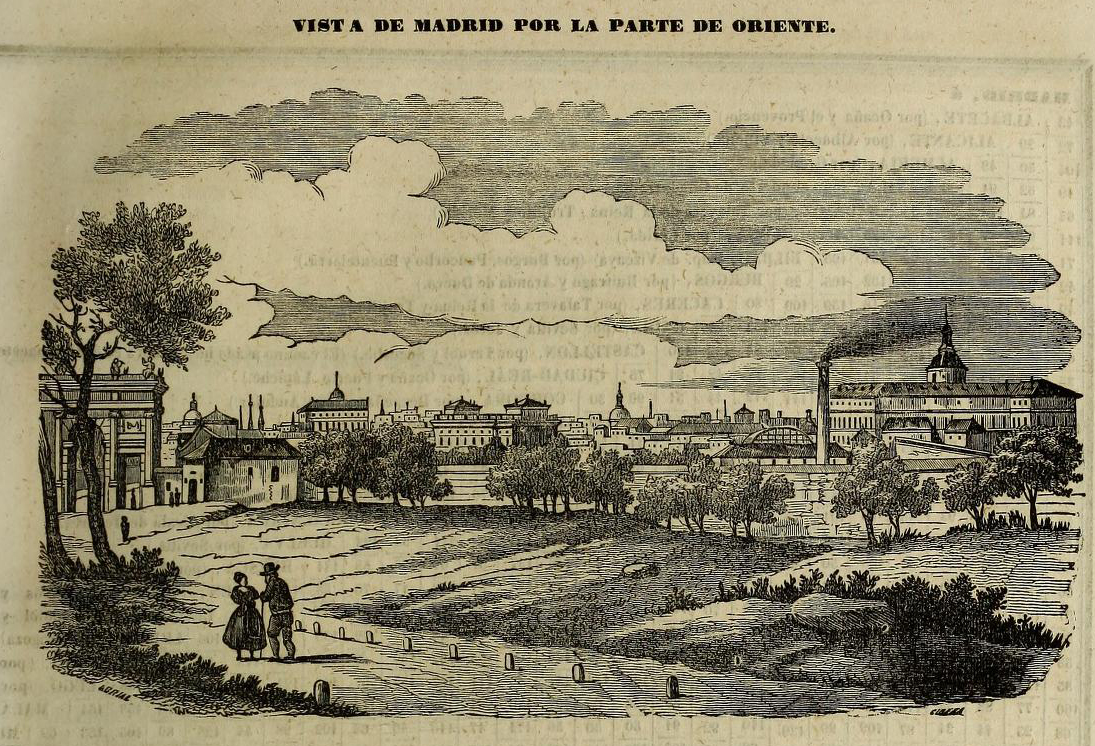
Vista de Madrid per la part d'Orient de José María Avrial

José María Avrial y Flores (Madrid, 1807-1891) fou un pintor paisatgista i perspectivista espanyol.

## Biografia
Va conrear l'escenografia i les decoracions efímeres per a festes i solemnitats civils i religioses. A més, va col·laborar com a dibuixant en diferents publicacions, entre les quals destaquen, Semanario Pintoresco Español, El Liceo y El Artista. Fou acadèmic de la Reial Acadèmia de Belles Arts de San Fernando de Madrid, de la Reial Acadèmia de Belles Arts de Sant Carles de València i de l'Academia Arqueológica y Geográfica del Príncipe Alfonso de Madrid. També fou individu de mèrit de l'Acadèmia de Cadis (de la qual, a més, va ésser professor i secretari) i director de l'Escuela Especial de Nobles Artes de Segòvia. Va realitzar els seus estudis a l'Escola de Belles Arts de San Fernando, on fou deixeble de Fernando Brambilla i de José de Madrazo (per encàrrec d'aquest darrer va dur a terme la Colección litográfica de los cuadros del rey de España).

## Obres destacades
- Vista de la façana sud del Museu del Prado des de l'interior dels Jardins Botànics, oli, 56 x 42 cm, 1830-1840.
- La filla del faraó traient a Moisès del Nil, oli sobre llenç, 70,5 x 96,5 cm, 1862, (dipositat al Museu de la Rioja, Logronyo).
- Façana principal del Museu del Prado, llapis litogràfic sobre paper, 170 x 205 mm, vers 1835.
- Vista del Real Museu pel costat nord, llapis litogràfic sobre paper, 170 x 205 mm, vers 1835.
- Vista del Reial Museu de Pintura de Madrid, litografia a llapis i litografia a pinzell sobre paper, 120 x 175 mm, 1835.
- Sant Joan Baptista, aiguada de tinta litogràfica i litografia a llapis, 407 x 298 mm, 1829-1832.
- El Naixement, aiguada de tinta litogràfica i litografia a llapis, 401 x 315 mm, 1829-1932.
- Vilatans cantant, aiguada de tinta litogràfica i litografia a llapis, 270 x 286 mm, 1829-1832.
- Vista de l'Observatori de Madrid, litografia a llapis sobre paper, 120 x 173 mm, 1835.
- Retrat de Fernando de Herrera, litografia a llapis sobre paper, 147 x 128 mm, 1835.
- Els dos artistes, Velázquez i Cervantes, litografia a llapis sobre paper, 129 x 134 mm, 1835.
- La font de la carxofa, litografia a llapis sobre paper, 119 x 170 mm, 1835.[1]